# زينغا
زينغا (.Zynga Inc) هي شركة تطوير ألعاب أمريكية تدير خدمات ألعاب الفيديو عبر وسائل التواصل الاجتماعي، تأسست في أبريل 2007 ومقرها في سان فرانسيسكو، كاليفورنيا، الولايات المتحدة. تركز الشركة بشكل أساسي على منصات المحمول والشبكات الاجتماعية. بدأ تداول الشركة في بورصة ناسداك في 16 ديسمبر 2011 تحت رمز "ZNGA".
أطلقت الشركة لعبتها الأكثر شهرة فارم فيل (FarmVille)، على منصة فيسبوك في يونيو 2009 ووصلت إلى 10 ملايين مستخدم نشط يوميًا في غضون ستة أسابيع. اعتبارًا من أغسطس 2017، كان لدى الشركة 30 مليون مستخدم نشط شهريًا. في عام 2017، كانت أكثر ألعابها نجاحًا هي Zynga Poker وWords with Friends 2، وCSR Racing 2، لعبة السباق الأكثر شعبية على الأجهزة المحمولة.

## تاريخ
تأسست زينغا في أبريل 2007 على يد مارك بينكوس وإريك شيرماير وجوستين والدرون ومايكل لوكستون وستيف شويتلر وأندرو تريدر تحت اسم بريسيديو ميديا (Presidio Media). تم تغيير اسم الشركة إلى زينغا في يوليو 2007. تم تسمية زينغا على اسم الكلب الذي كان يملكه بينكوس، وتستخدم صورة كلب بولدوغ كشعار للشركة. تم إصدار لعبة زينغا الأولى Texas Hold'Em Poker، المعروفة الآن باسم زينغا بوكر، على فيسبوك في يوليو 2007. كانت هذه أول لعبة يقدمها فيسبوك على منصة التواصل الاجتماعي الخاصة به.
أصبحت زينغا مطور تطبيقات فيسبوك صاحب أكبر عدد من المستخدمين النشطين شهريًا في أبريل 2009، حيث كان هناك 40 مليون شخص يلعبون ألعابهم في ذلك الشهر. بعد فترة وجيزة، افتتحت الشركة أول ستوديو خارجي للألعاب في مدينة بالتيمور بقيادة برايان رينولدز.
في يونيو 2009، استحوذت زينغا على شركة «ماي ميني لايف» التي قامت ببناء وإطلاق لعبة فارم فيل على فيسبوك. بحلول أغسطس، كانت فارم فيل هي أول لعبة على فيسبوك تصل إلى 10 ملايين مستخدم نشط يوميًا. في 23 نوفمبر 2009، تم إطلاق FarmVille.com كأول لعبة قائمة بذاتها من زينغا. في فبراير 2010، كان لدى فارم فيل أكثر من 80 مليون لاعب، وفي 18 مايو 2010، دخل فيسبوك وزينغا في علاقة مدتها خمس سنوات لتوسيع استخدام اعتمادات فيسبوك في ألعاب زينغا.
في ديسمبر 2010، تفوقت لعبة سيتي فيل من زينغا على فارم فيل باعتبارها اللعبة الأكثر شعبية مع أكثر من 61 مليون مستخدم نشط شهريًا وقاعدة تضم أكثر من 16 مليون مستخدم نشط يوميًا.
قدمت زينغا أوراقها إلى هيئة الأوراق المالية والبورصات الأمريكية لتتمكن من جمع ما يصل إلى مليار دولار في طرح عام أولي تم في 1 يوليو 2011. في ذلك الوقت، كان لدى الشركة ألفي موظف. بدأت زينغا التداول في بورصة ناسداك في 16 ديسمبر 2011.
في أكتوبر 2012، أعلنت زينغا عن شراكة مع bwin.party، مشغل ألعاب عالمي لألعاب تعمل بأموال حقيقية، لإطلاق ألعاب بأموال حقيقية في المملكة المتحدة، بما في ذلك إصدار البوكر عبر الإنترنت، ومجموعة من 180 لعبة كازينو، وأول لعبة ماكينات سلوت بأموال حقيقية تحمل علامة فارم فل على الإنترنت خلال عام 2013.
في 3 يونيو 2013، أعلنت زينغا تسريح 520 موظفًا - ما يقرب من 18% من قوتها العاملة - وأغلقت مكاتب لها في نيويورك ولوس أنجلوس ودالاس. بحلول يوليو 2013، أفادت التقارير أن زينغا فقدت ما يقرب من نصف قاعدة مستخدميها مقارنة بالعام السابق. وبالتالي، خفض المستثمرون تقييم زينغا بمقدار 400 مليون دولار. في 25 يوليو 2013، قالت زينغا إنها لن تسعى إلى إنتاج ألعاب بأموال حقيقية في الولايات المتحدة. بعد هذا الإعلان، انخفضت الأسهم بنسبة 13٪.

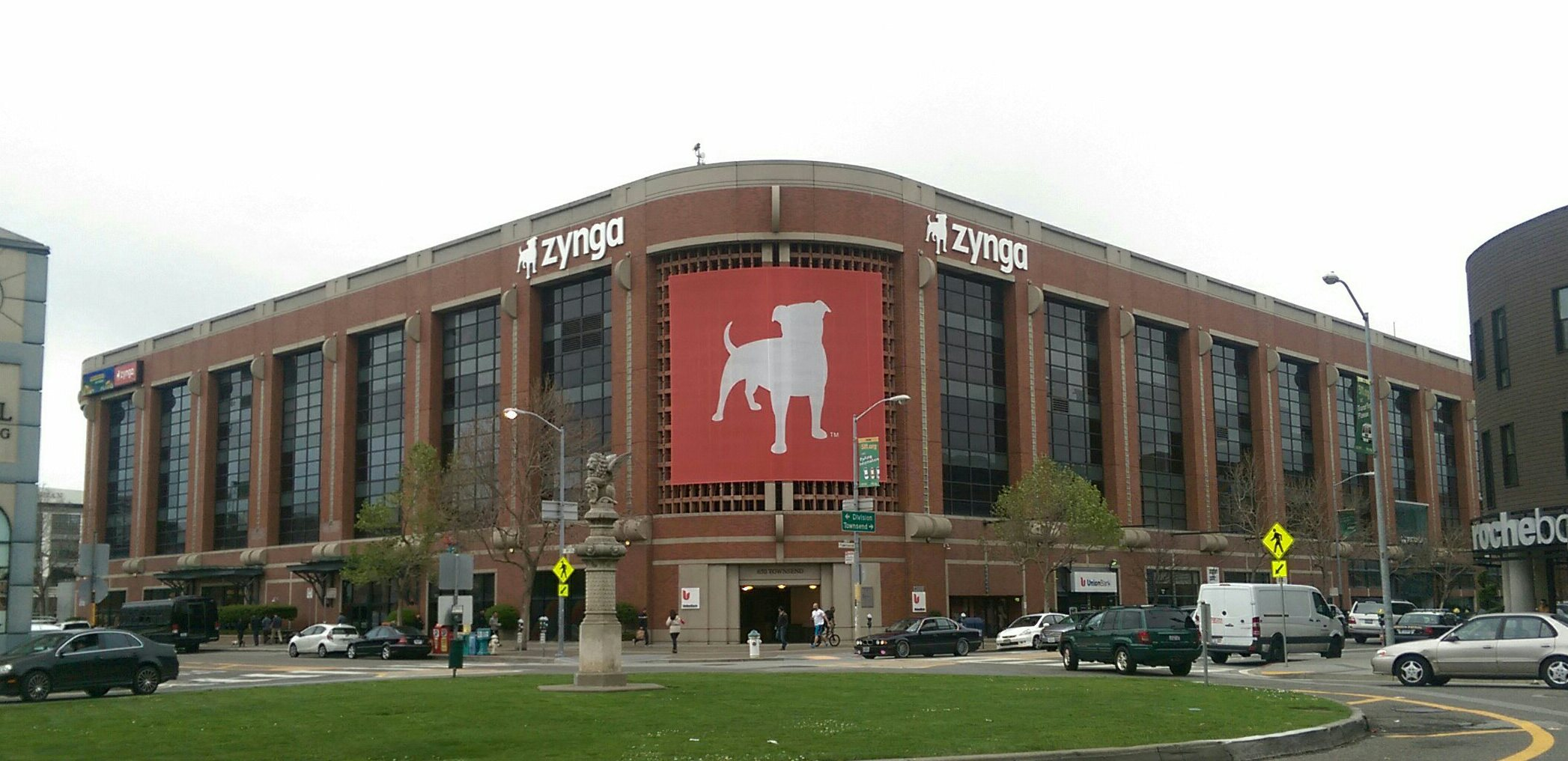
مقر زينغا في سان فرانسيسكو عام 2016

في يوليو 2013، عينت زينغا رئيس الترفيه التفاعلي لشركة مايكروسوفت دون ماتريك كرئيس تنفيذي جديد لها. ظل بينكوس رئيسًا لشركة زينغا وكبير مسؤولي الإنتاج.
في يناير 2014، أعلنت الشركة عن تسريح 314 عاملاً، أي حوالي 15% من إجمالي قوتها العاملة. في أبريل 2014، استقال بينكوس المؤسس والرئيس التنفيذي السابق من منصبه كرئيس تنفيذي للمنتجات. ظل رئيسًا لمجلس الإدارة. أظهرت نتائج الربع الأول لعام 2014 أن عدد المستخدمين النشطين يوميًا انخفض من 53 مليونًا إلى 28 مليونًا على أساس سنوي.
في أبريل 2014، أعلنت الشركة عن تعيينها الجديد لأليكس غاردن، المؤسس المشارك لشركة ريليك إنترتينمنت والمدير التنفيذي السابق لشركة مايكروسوفت غيم ستوديوز. في يوليو من نفس العام، وقعت زينغا عقد إيجار لمساحة مكتبية في ميتلاند، فلوريدا. بعد أقل من عام، تم إغلاق مكتب منطقة أورلاندو.
غادر دون ماتريك الشركة في أبريل 2015، وحل محله سلفه مارك بينكوس. تولى فرانك جيبو منصب الرئيس التنفيذي في 7 مارس 2016، مع تنحي بينكوس مرة أخرى. كان آخر منصب شغله جيبو هو رئيس قسم الأجهزة المحمولة لشركة إلكترونيك آرتس. انضم إلى مجلس إدارة الشركة في أغسطس 2015. في الربع الأخير من عام 2017، بلغت الإيرادات 233.3 مليون دولار، بزيادة قدرها 22% عن نفس الربع من العام السابق، وهو أفضل أداء ربع سنوي في خمس سنوات. اعتبارًا من يناير 2018، كان لدى زينغا 1,681 موظفًا، ما يقرب من 80 مليون مستخدم نشط شهريًا، ورسملة سوقية تبلغ 3.39 مليار دولار. وفقًا للشركة، كان لدى زينغا أكثر من مليار شخص يلعبون ألعابها منذ إنشائها في عام 2007.
في 10 يناير 2022، أعلنت تيك-تو إنترأكتي عن عزمها الاستحواذ على الشركة في صفقة نقدية وأسهم بقيمة 12.7 مليار دولار، مع استحواذ تيك-تو على جميع الأسهم القائمة في زينغا بسعر 9.86 دولار للواحدة. ومن المتوقع أن تنتهي الصفقة في شهر يونيو.

## التمويل
في أول جولة تمويل لها في يناير 2008، تلقت زينغا 10 ملايين دولار أمريكي. في يوليو من نفس العام، تلقت زينغا 29 مليون دولار أمريكي عبر التمويل من عدة شركات. خلال السنوات الأربع الأولى من عملها، جمعت زينغا ما مجموعه 854 مليون دولار في ثلاث جولات من جمع الأموال. وكانت الجولة الأخيرة في فبراير 2011 جمعت 490 مليون دولار.

### الاكتتاب العام الأولي
في 1 يوليو 2011، قدمت الشركة بيان تسجيل نموذج S-1 إلى لجنة الأوراق المالية والبورصات الأمريكية. تم تسعير زينغا بسعر 10 دولارات لكل سهم وبدأ التداول في ناسداك تحت رمز ZNGA في 16 ديسمبر 2011. أغلق السهم منخفضًا بنسبة 5٪ في يومه الأول، ثم ارتفع بنسبة 26٪ إلى 13.39 دولارًا لكل سهم بعد تقديم فيسبوك للاكتتاب العام الأولي في 1 فبراير 2012. في مارس 2012، تم تداول سهم زينغا بسعر 14.50 دولارًا. لعدة سنوات كان أداء السهم ضعيفًا، ولكن في عام 2017، وصل السعر إلى أعلى مستوى له في ثلاث سنوات. بحلول نهاية عام 2017، تم تداول أسهم زينغا عند 4.00 دولارات، بزيادة قدرها 56٪ عن العام.

## العلاقة مع فيسبوك
في 18 يوليو 2011، قدمت زينغا ملحقًا إلى نموذج S-1 الخاص بها يوضح بالتفصيل علاقتها مع فيسبوك، بما في ذلك اتفاقية 2010 التي مدتها خمس سنوات لاستخدام أرصدة فيسبوك حصريًا.
في 11 أكتوبر 2011، أعلنت زينغا عن خطط لإنشاء منصة خاصة بها يمكن للمستخدمين من خلالها لعب ألعاب الشركة. كانت هذه أول خطوة رئيسية لشركة زينغا بعيدًا عن فيسبوك.
في وقت ما خلال عام 2011، شكلت زينغا 19 بالمائة من عائدات فيسبوك، ويرجع ذلك جزئيًا إلى العلاقة الخاصة ذات المنفعة المتبادلة بين الشركتين.
في نوفمبر 2012، أنهى فيسبوك اتفاقيته الخاصة مع زينغا. اعتبارًا من 31 مارس 2013، كانت زينغا ملتزمة بسياسات منصة فيسبوك القياسية.
في مايو 2017، أطلقت زينغا Words with Friends على منصة فيسبوك التي تم إطلاقها حديثًا، Instant Games، على تطبيق المراسلة الفورية مسنجر على فيسبوك.

## الأعمال الخيرية
في عام 2009، أنشأت زينغا منظمة غير ربحية، Zynga.org، مسؤولة عن دمج المساهمات الخيرية في ألعابها مثل فارم فيل. اعتبارًا من عام 2015، جمعت جهود المنظمة 20 مليون دولار لجهود الإغاثة الإنسانية الدولية والمبادرات الخيرية.

## عمليات الاستحواذ
| التاريخ     | ألعاب الشركة                                                           | الشركة                  | الاسم الجديد       | ثمن الصفقة  | البلد                                       | مصادر          |
| ----------- | ---------------------------------------------------------------------- | ----------------------- | ------------------ | ----------- | ------------------------------------------- | -------------- |
| يوليو 2008  | Yoville                                                                | cb                      |                    |             | الولايات المتحدة                            | [ 71 ]         |
| فبراير 2010 |                                                                        | Serious Business        |                    |             | الولايات المتحدة                            | [ 72 ]         |
| مايو 2010   |                                                                        | XPD Media               |                    |             | بكين، الصين                                 | [ 9 ]          |
| أغسطس 2010  |                                                                        | Unoh Games              | Zynga Japan        |             | طوكيو، اليابان                              | [ 10 ] [ 11 ]  |
| يونيو 2010  |                                                                        | Challenge Games         | Zynga Austin       |             | أوستن، تكساس، الولايات المتحدة              | [ 73 ]         |
| يونيو 2010  | Frontierville                                                          |                         | Zynga East         |             | تيمونيوم، ماريلند، الولايات المتحدة         | [ 74 ] [ 75 ]  |
| أغسطس 2010  |                                                                        | Conduit Labs            | Zynga Boston       |             | كامبريدج، ماساتشوستس                        | [ 73 ] [ 76 ]  |
| سبتمبر 2010 | Aves Engine (Game engine technology)                                   | Dextrose AG             | Zynga Germany      |             | فرانكفورت، ألمانيا                          | [ 77 ]         |
| أكتوبر 2010 |                                                                        | Bonfire Studios         | Zynga Dallas       |             | دالاس، تكساس، الولايات المتحدة              | [ 73 ]         |
| ديسمبر 2010 | Words with Friends Chess with Friends                                  | Newtoy, Inc.            | Zynga with Friends |             | ماككيني، تكساس، الولايات المتحدة            | [ 78 ] [ 79 ]  |
| يناير 2011  | CSI: Crime City Parking Wars Drop7                                     | Area/Code               | Zynga New York     |             | نيويورك، الولايات المتحدة                   | [ 80 ]         |
| مارس 2011   | MoPets Madden 2005 and 2006 NASCAR 07 Pirates of the Caribbean Flowerz | Floodgate Entertainment |                    |             | بوسطن، الولايات المتحدة                     | [ 81 ]         |
| يناير 2011  | Social browser                                                         | Flock                   |                    |             |                                             | [ 82 ]         |
| أبريل 2011  |                                                                        | MarketZero              |                    |             | أوستن، تكساس، الولايات المتحدة              | [ 82 ]         |
| مارس 2012   | Draw Something                                                         | OMGPop                  |                    | $180 مليون  |                                             | [ 83 ] [ 84 ]  |
| يونيو 2012  | Tomb Raider Tony Hawk                                                  | Buzz Monkey             | Zynga Eugene       |             | أوريغون، الولايات المتحدة                   | [ 85 ]         |
| سبتمبر 2012 | Lucky Train                                                            | A Bit Lucky             |                    | $20+ مليون  |                                             | [ 86 ] [ 86 ]  |
| نوفمبر 2012 | Battlestone                                                            | November Software       |                    |             |                                             | [ 87 ]         |
| يونيو 2013  | Wizard of Oz Hit it Rich Slots                                         | Spooky Cool Labs        |                    |             |                                             | [ 88 ]         |
| يناير 2014  | CSR Racing Clumsy Ninja                                                | NaturalMotion           |                    | $527 مليون  | أكسفورد، المملكة المتحدة                    | [ 89 ]         |
| June 2015   | Product Incubator                                                      | SuperLabs               |                    |             |                                             | [ 90 ]         |
| يونيو 2016  | Dragon Academy                                                         | Team Chaos              |                    |             | أوستن، تكساس، الولايات المتحدة              | [ 91 ] [ 92 ]  |
| مارس 2017   | Solitaire FreeCell Pyramid Spider Solitaire                            | Harpan, LLC             |                    | $42.5 مليون |                                             | [ 93 ]         |
| نوفمبر 2017 | Casual card games                                                      | Peak Games              |                    | $100 مليون  | تركيا                                       | [ 94 ]         |
| مايو 2018   | "Merge"                                                                | Gram Games              |                    | $250 مليون  | المملكة المتحدة/تركيا                       | [ 95 ]         |
| ديسمبر 2018 | Empires & Puzzles                                                      | Small Giant Games       |                    | $560 مليون  | فنلندا                                      | [ 96 ]         |
| يونيو 2020  | Toy Blast                                                              | Peak                    |                    | $1.8 مليار  | تركيا                                       | [ 97 ]         |
| أكتوبر 2020 | Go Knots 3D Tangle Master 3D                                           | Rollic                  |                    | $180 مليون  | تركيا                                       | [ 98 ]         |
| مارس 2021   |                                                                        | Echtra Games            |                    | $21.1 مليون | سان فرانسيسكو، كاليفورنيا، الولايات المتحدة | [ 99 ] [ 100 ] |
| مايو 2021   |                                                                        | Chartboost              |                    | $250 مليون  | سان فرانسيسكو، كاليفورنيا، الولايات المتحدة | [ 101 ]        |
| أغسطس 2021  | Golf Rival                                                             | StarLark                |                    | $525 مليون  | الصين                                       | [ 102 ]        |

## المقر الرئيسي والاستوديوهات

### المقر الرئيسي
في خريف عام 2010، وقعت زينغا اتفاقية إيجار لـ 270.000 قدم مربع (25.000 متر مربع) من المساحات المكتبية في موقع كانت في السابق تستخدمه شركة سيجا. في عام 2012، اشترت الشركة المبنى بأكمله، بمساحة إجمالية تبلغ حوالي 407,000 قدم مربع، مقابل 228 مليون دولار.

### الاستوديوهات العاملة
| اسم                                    | وصف                                                                                      | تاريخ الاستحواذ/التأسيس | مصادر                   |
| -------------------------------------- | ---------------------------------------------------------------------------------------- | ----------------------- | ----------------------- |
| NaturalMotion (مكاتب في برايتون ولندن) | عندما استحوذت زينغا على ستوديوهات NaturalMotion، تملّكت ستوديوهات Boss Alien التابعة لها. | 2014                    | [ 106 ] [ 107 ] [ 108 ] |
| زينغا شيكاغو                           | استحوذت زينغا على Spooky Cool Labs                                                       | يونيو 2013              | [ 109 ]                 |
| زينغا ATX                              | MarketZero سابقاً                                                                         | أبريل 2011              | [ 110 ]                 |
| زينجا أوستن                            | ألعاب التحدي سابقاً                                                                       | يونيو 2010              | [ 111 ]                 |
| زينغا يوجين                            | المعروف سابقاً باسم Buzz Monkey Software                                                  | يونيو 2012              | [ 112 ]                 |
| زينغا الهند                            | بنغالور، الهند                                                                           | فبراير 2010             | [ 113 ]                 |
| زينغا أيرلندا                          |                                                                                          | 2011                    | [ 114 ]                 |
| زينغا تورونتو                          | فايف موبايل سابقاً                                                                        | يوليو 2011              | [ 115 ]                 |
| زينغا تركيا                            | استحوذت زينغا على محفظة بطاقات Peak Games غير الرسمية في عام 2017                        | نوفمبر 2017             | [ 116 ]                 |
| زينغا سان دييغو                        |                                                                                          |                         |                         |

### الاستوديوهات السابقة
| اسم الاستوديو           | وصف                                                      | تاريخ الاستحواذ/التأسيس | تاريخ الإغلاق | مصادر                   |
| ----------------------- | -------------------------------------------------------- | ----------------------- | ------------- | ----------------------- |
| OMGPop                  | صناع لعبة Draw something                                 | مارس 2012               | يونيو 2013    | [ 117 ] [ 118 ]         |
| Floodgage Entertainment |                                                          | مارس 2011               | أكتوبر 2012   | [ 119 ] [ 120 ]         |
| Wild Needle             | شركة ألعاب غير رسمية تطور ألعاب للفتيات والنساء بشكل خاص | مايو 2012               |               | [ 121 ]                 |
| زينغا مع الأصدقاء       | شركة نيوتوي سابقاً، ومقرها في ماكيني، تكساس               | نوفمبر 2010             | يونيو 2013    | [ 122 ] [ 123 ] [ 124 ] |
| زينغا بوسطن             | كانت تُعرف سابقاً باسم Conduit Labs                        | أغسطس 2010              | أكتوبر 2012   | [ 120 ]                 |
| زينغا الصين             | XPD Media سابقاً، ومقرها في بكين                          | مايو 2010               | فبراير 2015   | [ 125 ] [ 126 ]         |
| زينجا دالاس             | سابقاً Bonfire Studios                                    | أكتوبر 2010             | يونيو 2013    | [ 123 ] [ 127 ]         |
| زينغا ألمانيا           | سابقاً Dextrose AG ومقرها في فرانكفورت                    | سبتمبر 2010             |               | [ 128 ]                 |
| زينغا الشرق             | مقرها مدينة بالتيمور                                     | مايو 2009               | فبراير 2013   | [ 129 ]                 |
| زينغا اليابان           | كانت تُعرف سابقاً باسم Unoh Games، ومقرها طوكيو            | أغسطس 2010              | يناير 2013    | [ 130 ] [ 131 ]         |
| زينجا لوس انجليس        |                                                          | فبراير 2010             | يونيو 2013    | [ 132 ] [ 133 ] [ 134 ] |
| زينغا نيويورك           |                                                          | يناير 2011              | يونيو 2013    | [ 132 ] [ 133 ]         |
| Page 44 Studios         |                                                          | سبتمبر 2011             |               | [ 135 ]                 |
| زينغا سياتل             |                                                          | أكتوبر 2010             | يناير 2014    | [ 136 ] [ 137 ]         |
| Rising Tide Games       |                                                          | سبتمبر 2015             |               | [ 138 ]                 |
| Zindagi Games           |                                                          | فبراير 2016             |               | [ 139 ]                 |
| NaturalMotion (Oxford)  |                                                          | يناير 2014              | أكتوبر 2017   | [ 108 ]                 |

## ألعاب الهاتف المحمول
| ألعاب                                                   | فيسبوك | منصة هاتف محمول |
| ------------------------------------------------------- | ------ | --------------- |
| Boggle With Friends                                     |        |                 |
| Chess With Friends                                      |        |                 |
| Clumsy Ninja                                            |        |                 |
| CSR Racing                                              |        |                 |
| CSR Racing 2                                            |        |                 |
| CSR Racing Classics                                     |        |                 |
| Crazy Cake Swap                                         |        |                 |
| Crazy Kitchen                                           |        |                 |
| Crosswords With Friends                                 |        |                 |
| Dawn of Titans                                          |        |                 |
| Draw Something                                          |        |                 |
| Drop 7                                                  |        |                 |
| Empires & Allies                                        |        |                 |
| FarmVille                                               |        |                 |
| FarmVille 2                                             |        |                 |
| FarmVille 2: Country Escape                             |        |                 |
| FarmVille 2: Tropic Escape                              |        |                 |
| FarmVille 3: Animals                                    |        |                 |
| FarmVille Harvest Swap                                  |        |                 |
| FarmVille Tropic Escape                                 |        |                 |
| Gems With Friends                                       |        |                 |
| Hanging With Friends                                    |        |                 |
| Harry Potter: Puzzles & Spells                          |        |                 |
| Hit It Rich! Casino Slots                               |        |                 |
| Matching With Friends                                   |        |                 |
| Princess Bride Slots                                    |        |                 |
| Speed Guess Something                                   |        |                 |
| Spin It Rich                                            |        |                 |
| What's the Phrase                                       |        |                 |
| Willy Wonka Slots                                       |        |                 |
| Wizard of Oz Magic Match                                |        |                 |
| Wizard of Oz Slots                                      |        |                 |
| Wonka's World of Candy                                  |        |                 |
| Word Streak With Friends (سابقاً: Scramble With Friends) |        |                 |
| Words With Friends                                      |        |                 |
| Words With Friends 2                                    |        |                 |
| Words On Tour                                           |        |                 |
| Yummy Gummy                                             |        |                 |
| Zynga Poker                                             |        |                 |
| Zynga Poker Classic                                     |        |                 |